# Dovetail Games
Dovetail Games (DTG), ein Handelsname von RailSimulator.com Ltd (RSC), ist ein britischer Entwickler und Herausgeber von Simulationsvideospielen. RSC wurde 2008 von Paul Jackson (ehemals VP bei Electronic Arts und Generaldirektor von ELSPA, jetzt UKIE), Tim Gatland und Charlie McMicking gegründet. Ursprünglich produzierte es das RailWorks-Franchise, das jetzt Train Simulator heißt.

## Geschichte
Der Vorgänger von RailWorks, Rail Simulator, wurde von Kuju Entertainment entwickelt, derselben Firma, die auch den Microsoft Train Simulator zusammen mit Microsoft entwickelt hat. Mit der Veröffentlichung von Rail Simulator im Oktober 2007 beendete Kuju Entertainment die Entwicklung und löste das Entwicklungsteam auf, um sich dem nächsten Projekt zuzuwenden.
Im Wissen um das Potenzial ihrer proprietären Spielengine und mit der Unterstützung von Fund4Games (Tim Gatland und Charlie McMicking) wurde aus einigen der Kernmitglieder des ursprünglichen Entwicklungsteams ein neues Unternehmen namens Rail Simulator Developments Ltd (RSDL) gegründet, mit dem spezifischen Ziel, die weitere Entwicklung der Marke zu gewährleisten und Benutzer und Drittentwickler mit Add-on-Projekten zu unterstützen. RSDL produzierte zwei Patches für den Kernsimulator, entwickelte und veröffentlichte Add-ons, half bei der Veröffentlichung von Produkten von Drittanbietern und besuchte Ausstellungen, um die Simulation zu fördern und den Benutzern über mehrere Community-Websites Unterstützung zu bieten.
Im April 2009 wurde die Gründung eines neuen Unternehmens angekündigt. Jackson, Gatland und McMicking gründeten daraufhin RailSimulator.com Ltd (RSC) und beschäftigten viele Mitglieder des ursprünglichen Creative Teams, zusammen mit Steve Bainbridge (zuvor bei Electronic Arts und GAME Stores) und Duncan Best (zuvor British Academy Video Games Awards, ELSPA und Direktor des London Games Festival).
Die Entwicklung ging zu einer neuen Version der Software namens RailWorks über, die auf Steam veröffentlicht werden sollte. Diese Änderung läutete eine Abkehr von Electronic Arts als Herausgeber in Europa und die Übertragung der Rechte am Quellcode für Rail Simulator in den alleinigen Besitz von RailSimulator.com Ltd. ein. Nachdem sie die Software verbessert hatten, veröffentlichten sie RailWorks im Juni 2009. Seitdem hat das Unternehmen jährliche Aktualisierungen veröffentlicht, wobei die neueste Version, Train Simulator 2021, im Oktober 2020 veröffentlicht wurde.
Am 9. Dezember 2013 wurde bekannt gegeben, dass RailSimulator.com seinen Namen in Dovetail Games geändert hat. Das Unternehmen sagte, es befinde sich im Anfangsstadium der Entwicklung einer Reihe von völlig neuen Simulationsprodukten, die neben Train Simulator eingesetzt werden sollten, und diese breitere Perspektive erfordere einen neuen Firmennamen.
Dovetail Games kündigte am 1. Juli 2014 sein erstes neues Simulationsprodukt an; ein Angelsimulationsspiel mit dem Titel Euro Fishing (ursprünglich Dovetail Games Fishing), das die Unreal Engine 4-Architektur von Epic Games nutzt und am 4. November 2014 für den PC veröffentlicht wurde. Das Unternehmen gab außerdem bekannt, dass es den Grundstein für den Einsatz von Unreal Engine 4 in zukünftigen Versionen von Train Simulator legt.
Am 9. Juli 2014 gab Dovetail Games bekannt, dass es eine Lizenzvereinbarung mit Microsoft zur Veröffentlichung des Microsoft Flight Simulator X: Gold Edition auf Steam Ende 2014 mit dem Titel Microsoft Flight Simulator X: Steam Edition. Es enthält Inhalte, die mit der ursprünglichen FSX: Gold Edition geliefert wurden, die die FSX: Deluxe Edition, das Acceleration-Erweiterungspaket und die beiden offiziellen Service Packs enthält, und packt sie in einem Bundle und einer Einzelinstallation neu zusammen. Es ersetzt auch die jetzt nicht mehr funktionierenden GameSpy-Mehrspielersysteme durch Steamworks-Funktionen, so dass Mehrspieler ohne Software von Drittanbietern arbeiten können. Es hat auch eine Reihe von Software-Fehlern behoben.
Das Unternehmen kündigte außerdem an, dass es eine völlig neue Flugsimulationssoftware entwickeln und produzieren wird, die auf Microsofts genredefinierender Flugtechnologie basiert. Dovetail Games untersuchte neue Konzepte in diesem Bereich und plante die Markteinführung für 2016. Nach der Ankündigung gab das Unternehmen am 25. Juli 2014 bekannt, dass es in Partnerschaft mit Flight One Software (Flight1), einem Entwickler und Herausgeber von Flugsimulationsinhalten, eine Reihe von Flight1-Add-ons für Microsoft Flight Simulator X: Steam Edition liefern wird. Am 9. Dezember 2014 gab Dovetail Games den Starttermin für den Microsoft Flight Simulator X: Steam Edition für den 18. Dezember 2014 bekannt.
Am 4. August 2015 kündigte Dovetail Games Pläne mit Microsoft an, eine Reihe seiner zukünftigen Versionen im Jahr 2016 auf Windows 10 und Xbox One zu bringen. Das Unternehmen sagte, dass Euro Fishing, das über Steam auf dem PC verfügbar ist, auf Xbox One veröffentlicht wird. Die nächste Generation des Train Simulator-Franchise, die von Unreal Engine 4 angetrieben wird, wird auf beiden Plattformen veröffentlicht, und Dovetail Games Flight Simulator, das auf den Grundlagen von Microsofts Flight-Technologie aufbaut, wird auf dem PC erscheinen.  Am 15. März 2016 gab Xbox bekannt, dass Flight School auf Windows 10 veröffentlicht wird.
Im September 2016 kündigte Dovetail Games Train Sim World an, einen neuen Zugsimulator, der auf der Unreal Engine 4 von Epic basiert und einen Mehrspieler-Modus sowie die Möglichkeit bietet, in der Welt herumzulaufen. Train Sim World wurde später im März 2017 veröffentlicht.
Im Mai 2017 kündigte Dovetail Games ihren neuen Flugsimulator, Flight Sim World an, der Ende des Monats veröffentlicht wurde. Ein Jahr nach der Veröffentlichung kündigte Dovetail Games jedoch an, die Entwicklung von Flight Sim World einzustellen und es im Mai 2018 aus dem Verkauf zu nehmen.
Im August 2020 wurde Train Sim World als kostenpflichtiges neues Spiel durch Train Sim World 2 ersetzt, während Dovetail Games in der Vorgängerversion nie in der Lage war, den versprochenen Mehrspielermodus zu liefern, heißt es auf ihrer Roadmap, dass Train Sim World 2 „ein Design hat, von dem wir glauben, dass es eine großartige soziale Erfahrung bieten wird“.
Am 20. April 2023 kündigte Dovetail Games an, dass der französische Spieleentwickler und Publisher Focus Entertainment 100 % der Anteile an Dovetail Games gekauft hat.

## Spiele
Das aktuelle Produktportfolio umfasst die Simulationsspiele
| Spiel                        | Typ             | Erstveröffentlichung | Aktuelle Version        | Besonderheiten                                       |
| ---------------------------- | --------------- | -------------------- | ----------------------- | ---------------------------------------------------- |
| Train Simulator              | Zugsimulation   | 2009                 | Train Simulator Classic |                                                      |
| Train Sim World              | Zugsimulation   | 2017                 | Train Sim World 5       |                                                      |
| The Catch: Carp & Coarse     | Angelsimulation |                      |                         |                                                      |
| Fishing Sim World: Pro Tour  | Angelsimulation |                      |                         |                                                      |
| Train Sim World VR: New York | Zugsimulation   | 2025                 |                         | Erstes Spiel von DTG, das VR-Brillen von Meta nutzt. |
| Train Sim World Tycoon       | Zugsimulation   | 2025                 |                         | Basiert auf Roblox.                                  |

## Umsatz, Gewinn/Verlust
| Geschäftsjahresende | Umsatz (in Mio. Pfund) | Umsatzwachstum (in %) | Mitarbeiter | Mitarbeiterwachstum (in %) | Gewinn/Verlust nach Steuern (in Mio. Pfund) | Gewinnwachstum nach Steuern (in %) |
| ------------------- | ---------------------- | --------------------- | ----------- | -------------------------- | ------------------------------------------- | ---------------------------------- |
| 31. März 2017       | 11,8                   |                       | 120         | 0                          | 1,9 (Verlust)                               |                                    |
| 31. März 2018       | 13,8                   | 16,2                  | 120         | 0                          | 0,1 (Verlust)                               |                                    |
| 31. März 2019       | 16,4                   | 18,8                  | 120         | 0                          | 0,65                                        |                                    |
| 31. März 2020       | 18,0                   | 9,8                   | 140         | 16,7                       | 2,0                                         | 300                                |
| 31. März 2021       | 21,3                   | 18,3                  | 180         | 28,6                       | 3,6                                         | 80                                 |

Alle Daten (mit Ausnahme der Mitarbeiterzahl) gemäß der veröffentlichten Jahresberichte. Für frühere Geschäftsjahre galt Dovetail Games als Kleinunternehmen. Daher sind keine Umsatz- und Ertragsdaten verfügbar. Vom Umsatz gehen erhebliche Vertriebskosten ab z. B. für die Plattform Steam (30 % Provision).

## Kritik
Dovetail Games wurde wegen der Preisgestaltung, der Fehlerbehebung und der allgemeinen Kommunikation mit der Community kritisiert, die sich dank eines Discord-Servers, auf dem Benutzer Fragen an die Mitarbeiter stellen können, leicht verbessert hat.
Für beide Zugsimulatoren kostet jede zusätzliche Strecke 35,99 EUR (Stand 2023). Der Umfang des mit einer Erweiterung mitgelieferten Rollmaterials ist überschaubar. Oft müssen Lokomotiven und Züge gegen erneute Zahlung hinzugekauft werden. Um z. B. unter Train Sim World 5 einen realistischen Zugbetrieb auf deutschen Strecken zu haben, ist der Kauf aller oder zumindest mehrerer deutschen Strecken schwerlich zu vermeiden. Der Kauf aller auf Steam verfügbaren Erweiterungen kostet den Spieler insgesamt 10.373 USD (Stand 2020).